# Eduard von Nitsche
Eduard Hermann von Nitsche (* 19. Februar 1825 in Nieder-Markersdorf; † 26. Dezember 1903 in Liegnitz) war ein preußischer Generalleutnant.

## Leben

### Herkunft
Eduard war der Sohn des Landesältesten Andreas von Nitsche (1776–1845) und dessen zweiten Ehefrau Marie, geborene von Heinrich (1800–1858). Sein Vater war am 2. November 1804 in den erblichen Reichsadelsstand erhoben worden. Er war außerdem Herr auf Marklissa, Schadewalde, Mengelsdorf und Marksdorf.

### Militärkarriere
Nach seiner Erziehung im elterlichen Hause und dem Besuch der Divisionsschule der 9. Division trat Nitsche am 9. April 1842 als Füsilier in das 6. Infanterie-Regiment der Preußischen Armee ein. Er avancierte bis Ende Dezember 1843 zum Sekondeleutnant und war ab Oktober 1847 für ein Jahr zum 5. kombinierten Reservebataillon kommandiert. Von Februar 1851 bis Anfang November 1853 war Nitsche Adjutant des Füsilier-Bataillons, stieg Anfang April 1854 zum Premierleutnant auf und wurde als solcher von September 1854 bis Juni 1858 Kompanieführer beim I. Bataillon im 6. Landwehr-Regiment in Görlitz. In gleicher Eigenschaft war er anschließend beim 5. kombinierten Reservebataillon und wurde am 31. Mai 1859 zum Hauptmann befördert. Für die Dauer des mobilen Verhältnisses anlässlich des Sardinischen Krieges war Nitsche im gleichen Jahr Kompanieführer beim Ersatz-Bataillon der 17. Infanterie-Brigade. Mit der Ernennung zum Kompaniechef kehrte er am 19. September 1860 in sein Stammregiment zurück. Anlässlich des Januaraufstand wurde Nitsche mit seiner Kompanie zur Sicherung der Grenze eingesetzt und dabei im März 1863 von polnischen Insurgenten durch einen Schuss in die rechte Schulter verwundet.
Als Major nahm er 1866 während des Krieges gegen Österreich an den Schlachten bei Nachod, Skalitz und Königgrätz teil. Bei Schweinschädel wurde Nitsche zwei Mal verwundet. Ausgezeichnet mit dem Roten Adlerorden IV. Klasse mit Schwertern wurde er nach dem Friedensschluss Anfang November 1866 zum Kommandeur des II. Bataillons ernannt. In gleicher Eigenschaft erfolgte am 25. September 1867 seine Versetzung nach Gera in das 7. Thüringische Infanterie-Regiment Nr. 96. Als Oberstleutnant führte Nitsche sein Bataillon 1870/71 während des Krieges gegen Frankreich bei Beaumont, Sedan und Saint-Quentin sowie der Belagerung von Metz. Für sein Verhalten mit beiden Klassen des Eisernen Kreuzes ausgezeichnet, wurde er nach dem Frieden von Frankfurt am 15. Juli 1871 zur Führung des 4. Badischen Infanterie-Regiment „Prinz Wilhelm“ Nr. 112 kommandiert, dann vom 19. Oktober bis zum 3. November 1871 mit der Führung des Verbandes beauftragt und anschließend zum Regimentskommandeur ernannt. In dieser Eigenschaft avancierte Nitsche am 18. Januar 1872 zum Oberst. Er gab am 21. März 1877 das Regiment an seinen Nachfolger Franz Krüger ab und wurde unter Beförderung zum Generalmajor zu den Offizieren von der Armee versetzt. Am 15. Mai 1877 erhielt Nitsche das Kommando über die in Posen stationierte 19. Infanterie-Brigade. Anlässlich des Ordensfestes wurde er im Januar 1880 mit dem Roten Adlerorden II. Klasse mit Eichenlaub und Schwertern ausgezeichnet. In Genehmigung seines Abschiedgesuches stellte man Nitsche am 13. Mai 1880 mit der gesetzlichen Pension zur Disposition.
Am 20. September 1890 verlieh Kaiser Wilhelm II. ihm noch den Charakter als Generalleutnant.

### Familie
Nitsche verheiratete sich am 16. Mai 1854 in Posen mit Johanna Krieger (1835–1915). Aus der Ehe ging der spätere preußische Generalmajor Hans (1855–1927) und die Tochter Klara (* 1856) hervor.